# Uršna sela

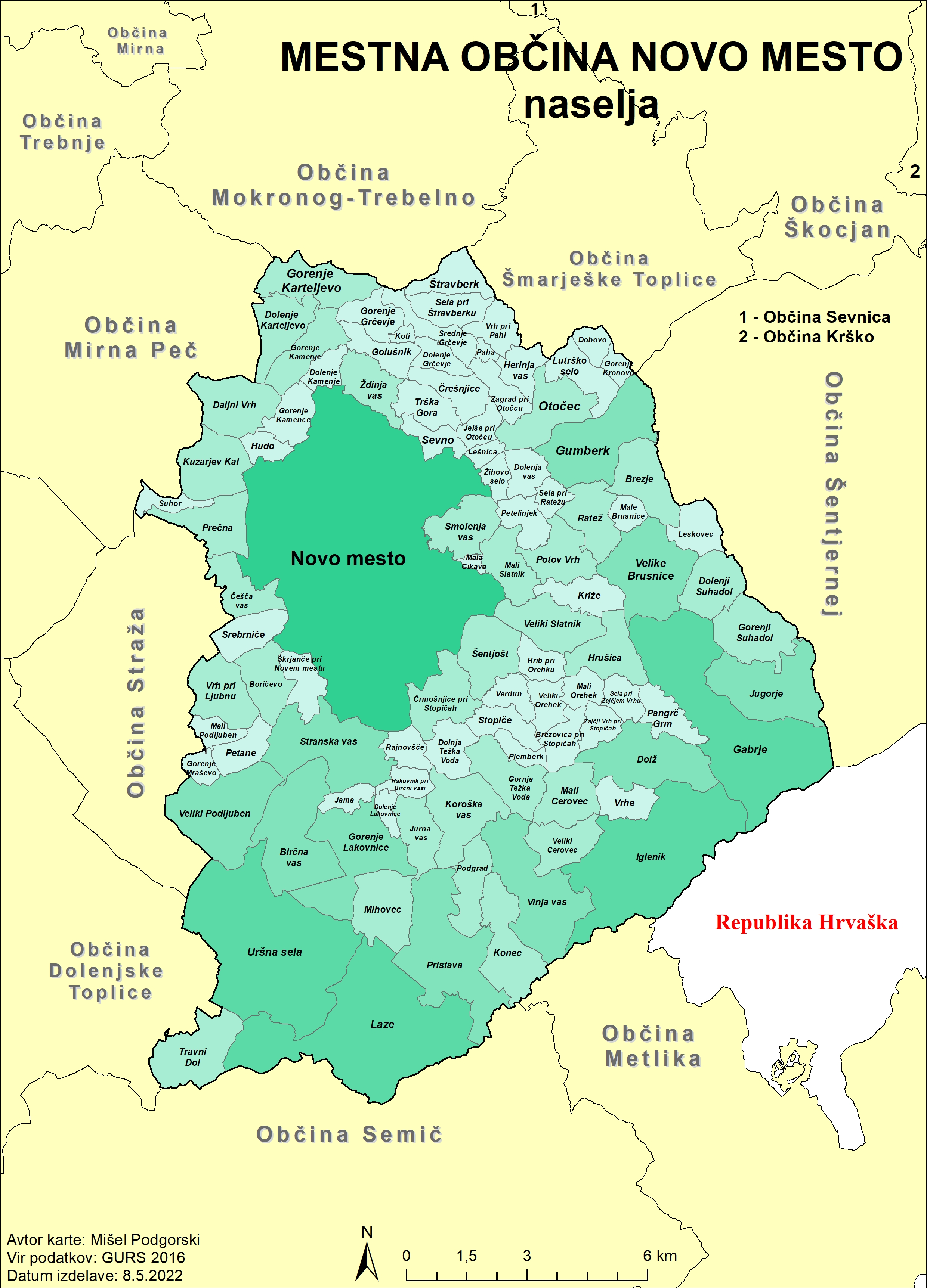
Ortschaften der Stadtgemeinde Novo mesto

Uršna sela (deutsch: Urschnasella, historisch: Werschendorf) ist der Name einer Ortschaft und der gleichnamigen Ortsgemeinschaft (Krajevna skupnost) in der slowenischen Stadtgemeinde Novo mesto im Südosten des Landes.

## Ortsgemeinschaft
Zur Ortsgemeinschaft gehören die Siedlungen Laze (außer den Häusern 17, 21, 25), Travni Dol, Uršna sela (außer der Straße Stari Ljuben Hausnummern 4, 9, 11).

## Lage
Die Eisenbahnstrecke von Ljubljana nach Metlika führt durch die Gemeinde.

## Geschichte
Der Ort war im 15. Jahrhundert unter der Bezeichnung Werschndoff bekannt. Der slowenische Name war ursprünglich Vršna sela (wörtlich „Gipfeldorf“). Die mittelalterliche Transkription und der ältere slowenische Name bestätigen, dass der Name vom slowenischen Substantiv vrh „Gipfel, Gipfel“ abgeleitet ist und sich auf die Lage des Dorfes an der Kreuzung dreier Straßen auf einer Anhöhe zwischen Novo Mesto, Dolenjske Toplice und Semič bezieht.
In Uršna Sela befindet sich ein Massengrab aus dem Zweiten Weltkrieg.